# Benthodytes sanguinolenta
Benthodytes sanguinolenta is een zeekomkommer uit de familie Psychropotidae.
De wetenschappelijke naam van de soort werd in 1882 gepubliceerd door Johan Hjalmar Théel.